# Lathus-Saint-Rémy
Lathus-Saint-Rémy är en kommun i departementet Vienne i regionen Nouvelle-Aquitaine i västra Frankrike. Kommunen ligger i kantonen Montmorillon som tillhör arrondissementet Montmorillon. År 2022 hade Lathus-Saint-Rémy 1 214 invånare.

## Befolkningsutveckling
Antalet invånare i kommunen Lathus-Saint-Rémy
| Referens: INSEE |